# La Teste-de-Buch
 La Teste-de-Buch (en occitano: La Tèsta) es una comuna y población de Francia, en la región de Nueva Aquitania, departamento de Gironda, en el distrito de Arcachón (desde el 1 de enero de 2007). Es la cabecera y mayor población del cantón de su nombre.
Su población municipal de 2007 era de 24 616 habitantes. Forma parte de la aglomeración urbana de Arcachón, de la que es la mayor población.
Está integrada en la Communauté d'agglomération du Bassin d'Arcachon Sud-Pôle Atlantique.
Limita al norte con Arcachón y la bahía de Arcachón, al este con Gujan-Mestras y Mios, al sur con Sanguinet y Biscarrosse (Landas) y al oeste con el océano Atlántico (playas vigiladas en La Salie-nord, La Lagune y Le Petit Nice) y la bahía de Arcachón.

## Lugares de interés

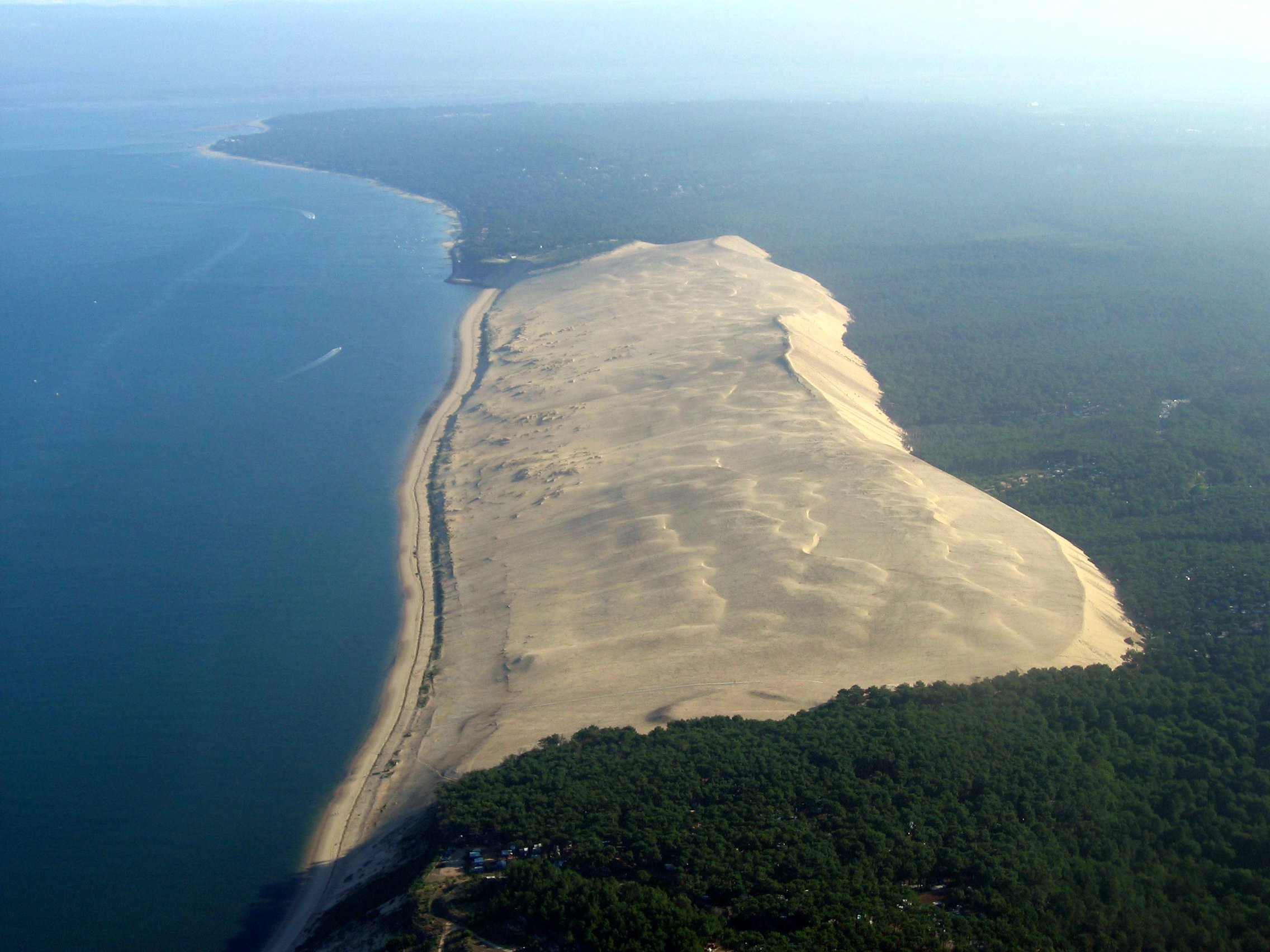
La gran duna.

En su término municipal se encuentra la Grand Duna de Pyla, espacio natural clasificado y una de las principales atracciones turísticas de la región, la reserva natural del banco de Arguin y la estación balnearia de Pyla-sur-Mer.

## Demografía
| 2 000 | 2 301 | 2 306 | 2 409 | 3 447 | 2 986 | 3 512 | 3 399 | 3 891 | 3 601 | 4 259 | 4 462 | 5 314 | 6 063 | 6 200 | 6 480 | 6 663 | 6 840 | 7 082 | 7 023 | 6 321 | 7 815 | 8 826 | 9 496 | 9 066 | 11 281 | 11 085 | 15 064 | 15 831 | 18 038 | 20 331 | 22 970 | 24 616 |
| Para los censos de 1962 a 1999 la población legal corresponde a la población sin duplicidades (Fuente: INSEE [Consultar]) |       |       |       |       |       |       |       |       |       |       |       |       |       |       |       |       |       |       |       |       |       |       |       |       |        |        |        |        |        |        |        |        |

## Personalidades ligadas a la comuna
- Nicolas Brémontier, ingeniero civil del siglo XIX.